# Jędrzej Kubski
Jędrzej Kubski (ur. 29 września 1980 w Poznaniu) – polski zawodnik mieszanych sztuk walki (MMA) wagi półśredniej, wielokrotny medalista zawodów w BJJ oraz submission fightingu, srebrny medalista mistrzostwo Europy w bjj z 2008, czarny pas w brazylijskiej odmianie jiu-jitsu.

## Kariera MMA
Swój debiut w MMA zanotował 16 maja 2004 roku na gali Colosseum 2. Wystartował wtedy w turnieju. Pierwszą walkę wygrał przez decyzję, natomiast drugą przegrał przez decyzję sędziowską i odpadł z turnieju. Następnie zwyciężył pięć pojedynków z rzzędu, wygrywając wszystkie przed czasem w pierwszych rundach.
11 marca 2006 roku zmierzył się z przyszłym zawodnikiem UFC Gleisonem Tibau na gali KO – Arena 4 , która odbyła się w hiszpańskiej Maladze. Po niespełna minucie Brazylijczyk poddał Kubskiego duszeniem zza pleców.
W kwietniu 2007 roku wystąpił razem z innymi polskimi zawodnikami, w tym Krzysztofem Kułakiem, na amerykańskiej gali IMMAC 2 – Attack, która miała miejsce w Chicago. Kubski przegrał pojedynek przez techniczny nokaut w drugiej rundzie.
20 kwietnia 2008 roku na gali Bałtycki Sztorm 3 zmierzył się z przyszłym zawodnikiem KSW pochodzenia czeczeńskiego, Asłambiekiem Saidowem. Kubski przegrał wtedy po dwurundowym pojedynku przez większościową decyzję sędziowską.
13 września 2008 roku wystartował w turnieju na gali KSW Extra. Jego pierwszym przeciwnikiem był pochodzący z Czeczenii, a mieszkający w Polsce Zaurbek Muchaev. Po dwóch rundach pojedynku, sędziowie orzekli zwycięstwo Kubskiego. Kolejnym rywalem był mistrz Polski w karate Maciej Górski. Tym razem Kubski przegrał przez decyzję.
Jeszcze w tym samym roku wystąpił na litewskiej gali Bushido Lithuania – Hero's 2008. Przeciwnikiem Kubskiego był przyszły mistrz japońskiej organizacji DREAM, Marius Žaromskis. Kubski w ciągu niecałej minuty uległ Litwinowi, przegrywając przez TKO.
W 2010 roku wystartował w turnieju M-1 Selection 2010 – Western Europe Round 1. Przegrał wtedy z Semihem Arslanem przez decyzję.
12 lutego 2011 roku na gali XFS – Night of Champions  w Poznaniu zmierzył się kolejny raz z zawodnikiem pochodzącym z Czeczenii. Tym razem był to kuzyn czołowego polskiego zawodnika Mameda Chalidowa – Kierim Abzaiłow. Pojedynek został uznany za no-contest z powodu błędu sędziego który był odpowiedzialny za pomiar czasu co spowodowało, że po gongu kończącym rundę pojedynek nadal trwał przez kilka sekund. W tym czasie Kubski założył Abzaiłowi duszenie co doprowadziło do utraty przytomności. Po walce obaj zawodnicy zgodzili się na rewanż.

## Osiągnięcia[4]

### Brazylijskie jiu-jitsu
- 2004: V Edycja Ligi BJJ – 2. miejsce w kat. 79 kg (Racibórz)
- 2005: Mistrzostwa Polski w BJJ – 2. miejsce w kat. 79 kg (Poznań)
- 2006: Mistrzostwa Polski w BJJ – 2. miejsce w kat. 79 kg (Aleksandrów Łódzki)
- 2007: II Puchar Gniezna „No Problem Cup” – 1. miejsce w kat. 79 kg (Gniezno)
- 2008: Mistrzostwa Europy CBJJ – 2. miejsce w kat. -79 kg, purpurowe pasy (Lizbona)
- 2014: IV Puchar Polski No-Gi Jiu Jitsu – 3. miejsce w kat. open, czarne pasy[5]
- 2015: XI Mistrzostwa Polski BJJ – 1. miejsce w kat. -76 kg, czarne pasy (Poznań)[6]
- 2015: GF Team Open Championship – 1. miejsce w kat. -75 kg, czarne pasy (Berlin)[7]
- 2016: VI Mistrzostwa Polski No-Gi Jiu Jitsu – 1. miejsce w kat. -79 kg (Luboń)[8]
- 2016: Octopus BJJ Cup 2 – 3. miejsce w kat. -76 kg[9]
- 2016: Croatia National PRO Jiu-Jitsu Championship – 1. miejsce w kat. 85 kg, czarne pasy (Zagrzeb)[10]

### Submission fighting
- 2003: II Międzynarodowy Turniej Submission Grappling „Huzar Cup” – 2. miejsce w kat. 76 kg  (Włocławek)
- 2005: Mistrzostwa Polski w Submission Fighting – 1. miejsce w kat. 77 kg (Gdynia)
- 2009: Elitarny Turniej Submission Fighting „Grappling Arena” 3. miejsce (Gdynia)